# 2021年のF1世界選手権

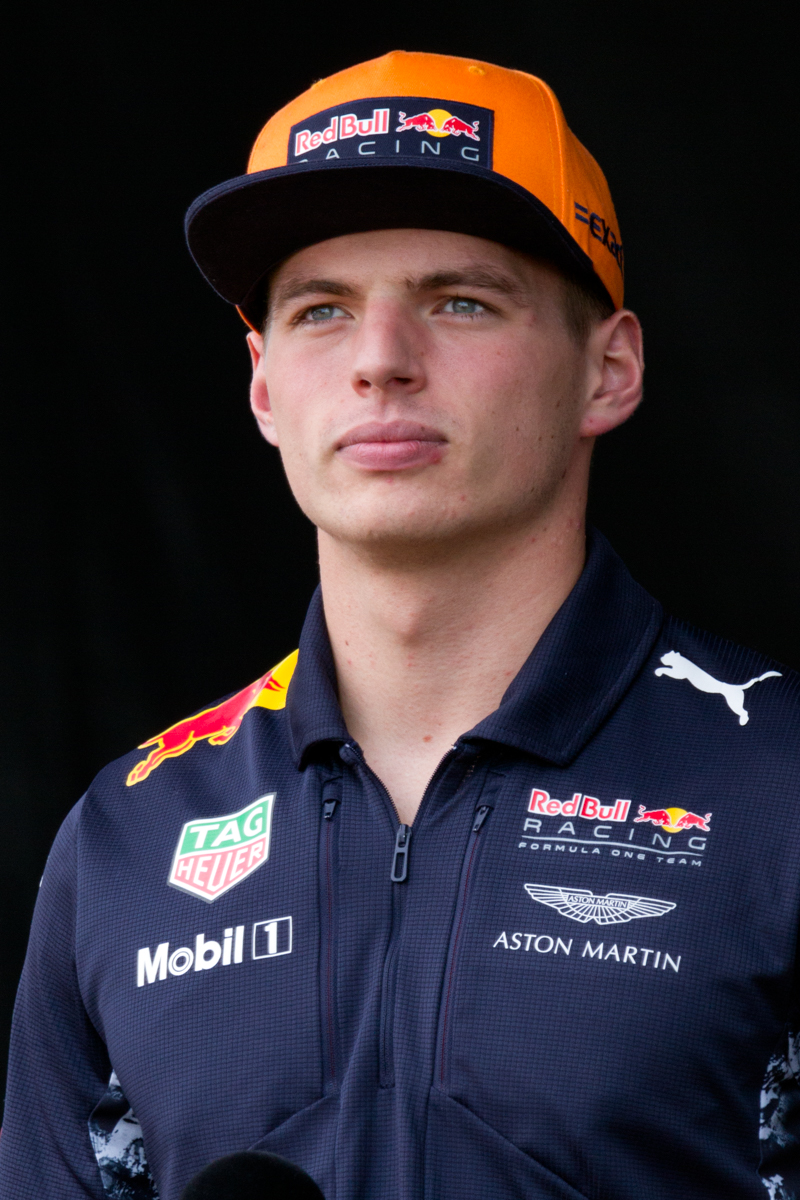
2021年のF1世界選手権においてドライバーズタイトルを獲得したマックス・フェルスタッペン

2021年のF1世界選手権は、国際自動車連盟（FIA）フォーミュラ1世界選手権の第72回大会として開催された。

## 概要

### フェルスタッペンとハミルトンのタイトル争い
本来、2021年は新レギュレーションに基づいたシャシーを使用する予定であったが、2019年末から起きた新型コロナウイルスの世界的流行を受け、急遽レギュレーション変更が行われ、各チームに与えられた2トークンを使用することである程度の改良を施すことが可能ではあるが、原則として2020年度のマシンを継続して使用することが決定した。ただし、マシンの性能向上に一定の歯止めをかけるべく、フロア面積を縮小し、ダウンフォース量を昨年比10%低減させる規定も導入された。
2014年のレギュレーション変革によりエンジンが「パワーユニット（以下PU）」に変更されて以降、独走を続けていたメルセデスだったが、プレシーズンテストの段階からこの影響を受け、開幕戦までに対応することができず、サマーブレイク前までメルセデスは苦戦。一方でレッドブルは開幕までにこの変更にうまく適応したことや同チームへPUを供給するホンダが新設計のPUを投入。前年と比べると、この2チームの差は縮まっていた。その結果、ドライバーズタイトルは史上初の8回目のワールドチャンピオンを目指すメルセデス所属のルイス・ハミルトンとF1参戦7年目にして前年ランキング3位のレッドブル所属のマックス・フェルスタッペンの二人によって争われ、コンストラクターズタイトル争いも両名が所属するチームによるタイトル争いとなった。  
開幕戦バーレーンGPはハミルトン、第2戦エミリア・ロマーニャGPをフェルスタッペンが制すると以降は一進一退のランキング争いが展開された。ハミルトンが第3戦と第4戦の2連勝でポイントリーダーの座を一旦維持するが、フェルスタッペンが第5戦モナコGPを制すると同時にポイントリーダーの座を奪取。そこから、レッドブルとしても5連勝を記録したこともあり、第9戦終了時点では、両タイトルはフェルスタッペンとレッドブルがポイントリーダーの座に就いた。しかし、メルセデス陣営もレッドブルの5連勝の間は後れを取りつつも、第10戦までに行われた数回のアップデートによってマシンが適応していき、第10戦イギリスGPと第11戦ハンガリーGPの結果により、ハミルトンとメルセデスがポイントリーダーの座を奪還する形でサマーブレイクを迎えた。
サマーブレイク後の後半戦は、フェルスタッペンの2連勝で幕を開け、再びポイントリーダーの座を奪還。それでも、ハミルトンが第15戦ロシアGPで通算100勝目となる優勝によってポイントリーダーの座を奪取するが、直後の第16戦トルコGPの結果によりフェルスタッペンがポイントリーダーの座を三度奪取する。フェルスタッペンは第17戦アメリカGPと第18戦メキシコシティGPの連勝により、ハミルトンとの差を開くが、対するハミルトンは第19戦サンパウロGPから第21戦サウジアラビアGPにかけ3連勝を飾り反撃。最終戦アブダビGPは47年ぶりとなる同点での対決を迎えることとなった。予選ではフェルスタッペンがポールポジションを獲得するも、決勝はハミルトンがスタート直後から首位へ浮上し独走。終始ハミルトンがレースをリードするも残り5周でニコラス・ラティフィのクラッシュによりセーフティカー導入。ここでハミルトンはピットインで逆転される可能性があったためステイアウト。フェルスタッペン側はタイヤ交換を実施した。セーフティカー先導のまま周回を重ねる中、最終ラップでのレース再開が決定。最終周でのハミルトンとフェルスタッペンの対決の末、フェルスタッペンが首位でチェッカーフラッグを受け、フェルスタッペンは今季10勝目を挙げると共にレッドブルとしては2013年以来、ホンダF1としては1991年以来となるドライバーズタイトル獲得となった。コンストラクターズタイトルは、レッドブルが一時、ポイントリーダーに立ったものの、第11戦でメルセデスがポイントリーダーの座を奪還。メルセデスはダブルタイトル8連覇の記録は逃したものの、F1史上初のコンストラクターズ8連覇を達成している。
最終戦のレース後、メルセデスは2件の抗議申し立てを行ったが、いずれもスチュワードは却下した。メルセデスは抗議却下を不服とし上訴する構えを見せたが、控訴期限の12月16日に取り止めることを発表。これにより、アブダビGPと当選手権の結果は確定した。2022年3月18日には、FIAはこの件を事実関係や問題点、争点となった無線通信などを時系列に沿って分析した調査報告書を発表。レースディレクターのマイケル・マシのヒューマンエラー（人為的ミス）があり、マシのとった手順は誤っていたと認めたものの、最終戦や選手権の結果が今後変更されることはないと明確にした。（詳細は2021年アブダビグランプリ#FIAの調査報告書を参照のこと）

### レッドブルの予算レギュレーション違反・アストンマーチン、ウィリアムズの手続き上の違反
国際自動車連盟（FIA）は2022年10月10日、2021年の会計報告期間に関して全10チームから提出された報告文書の監査を全て完了したと発表した。FIAは全10チームの内、レッドブル、アストンマーチン、ウィリアムズを除く7チームに適合証明書を発行した。FIAはレッドブル・レーシングが2021年度に予算上限レギュレーションに違反していた事を明らかにした。レッドブルの予算超過額は予算上限1億4500万ドルの5%未満の軽度予算違反であった。合わせて手続き上の違反も確認された。昨年の予算上限に違反していたのはレッドブルだけだった。アストンマーチンは手続き上の違反が確認された。ウィリアムズに関しては2022年5月に手続き上の違反が確認されており、2万5,000ドルの罰金のペナルティが既に課されている。10月28日、FIAは財務規定（フィナンシャル・レギュレーション）第6条28項に基づき、2022年10月26日付けでレッドブル及びアストンマーチンとの間で「違反是認」（ABA）を締結したと発表した。レッドブル・レーシングは2021年の予算超過に関して、700万ドルの罰金と、空力開発テスト時間10%減の罰則を受ける事が決まった。アストンマーチンに関しては45万ドルの罰金が科された。

### 移籍・復帰したドライバー
2021年シーズンはチーム間でのドライバーの入れ替わりが多く起こった。
セルジオ・ペレス
レーシング・ポイント（今シーズンからのアストンマーティン）からレッドブルへ移籍し、第6戦アゼルバイジャンGPでは移籍後の初表彰台を初優勝で記録した。結果として浮き沈みはあったが、第16戦トルコGPでの3位表彰台や最終戦アブダビGPでハミルトンを抑えるなど、フェルスタッペンのドライバーズタイトル獲得をサポートする活躍を見せた。
カルロス・サインツ
マクラーレンからフェラーリへ移籍。全22戦中20戦で入賞し、そのうち表彰台入りも4回記録。今季フル参戦したF1ドライバーの中で唯一となる全戦完走を果たした。
ダニエル・リカルド
ルノー（今シーズンからのアルピーヌ）からマクラーレンへ移籍。マシン特性への適応に時間がかかったが、第14戦イタリアGPではスタートダッシュを決めて首位へ浮上し、そこから終始トップを守り続け優勝。マクラーレンに2012年ブラジルGP以来となる9年ぶりの優勝をもたらし、自身もレッドブル時代の2018年モナコGP以来3年ぶりの優勝を果たした。
セバスチャン・ベッテル
フェラーリからアストンマーティンへ移籍。開幕から4戦はマシンの戦闘力不足や自身のミスなどもありノーポイントという形で終わったが、第6戦アゼルバイジャンGPでは2位表彰台を獲得。第11戦ハンガリーGPでは、レース後に燃料系の規定違反による失格処分を受けレース結果から除外となってしまったが、波乱のレースを2位でフィニッシュするなど所々で活躍した。ドライバーズランキングは12位という形で終えたものの、年間オーバーテイク数では全ドライバー最多の132回を記録。2021年から新設されたオーバーテイク・アワードの最初の受賞者となった。
フェルナンド・アロンソ
2018年のF1参戦休止宣言を経て、3年ぶりにF1へ復帰し、アルピーヌから参戦。第11戦ハンガリーGPでのハミルトンとのバトル、第20戦カタールGPでは1ストップ作戦で終盤3位を走行し、そのままチェッカーを受け、自身としてはフェラーリ時代の2014年ハンガリーGP以来7年ぶりの表彰台獲得を果たした。また、この2戦はファンから高く評価され、決勝でのファン投票で「ドライバー・オブ・ザ・デイ」に選出された。

### ライコネンの引退
2007年のF1王者でアイスマンの愛称で親しまれたキミ・ライコネンが9月1日、今シーズン限りでの現役引退を発表。F1史上歴代最多出走記録となる349戦の記録を残した。ライコネンの引退により、2000年代前半にデビューしF1のV10エンジン時代のレースに出走したことのあるドライバーは、ライコネンと同じ年にデビューしたアロンソを残すのみとなった。

### その他のトピックス
- ランド・ノリスは、第9戦オーストリアGPで予選2番手のキャリア初のフロントローを獲得[14]。第15戦ロシアGPでキャリア初のポールポジションを獲得した[15]。
- ジョージ・ラッセルは、第9戦オーストリアGPでウィリアムズに3年ぶりの予選Q3進出を記録[16]。第12戦ベルギーGPでは予選Q3で雨が降る中、2番手を獲得する活躍を見せた[17]。
- ピエール・ガスリーは、第6戦アゼルバイジャンGPで3位表彰台を獲得[18]。シーズンとしては110ポイントを獲得し、キャリア最多ポイントを記録した。
- エステバン・オコンは、第11戦ハンガリーGPで、スタート直後の多重クラッシュの波乱を潜り抜け、予選8番手から2位へ浮上。その後、首位のハミルトンのタイヤ交換の選択ミスによって順位が下がったことにより首位へ浮上。2位以下の揺さぶりにも動じず、最後までリードを守りトップでフィニッシュし、キャリア初優勝を記録[19]。名前がルノーからアルピーヌに変更されたチームとしても初優勝をもたらした。また、エンストンに拠点を置くチームとしては2013年オーストラリアグランプリ以来8年ぶりの優勝となった。
- シーズンに参戦した正ドライバーの国籍は、前年から1つ減って13であった[20]。
- レッドブルおよびアルファタウリのパワーユニット（PU）サプライヤーであるホンダは、今シーズン末をもって撤退した[21]。

## レギュレーションの変更
以下の内容は個別の出典が添付されていない場合、これらの出典の内容を参照したものとなる。

### 技術規定
- 本年から新レギュレーションに基づいたシャシーを使用する予定であったが、新型コロナウイルス感染拡大の影響から、各チームとも開発面・予算面で間に合わせるのが厳しい状況となった。このため、原則として昨年型シャシーを流用することで合意され、モノコックの新規開発は凍結される。ただし凍結されたパーツであっても、各チームに与えられた2トークンを使用することである程度の改良を施すことが可能である[1]。
- マシン全体の最低重量を746kgから752kg、PUの最低重量を145kgから150kgに引き上げる。
- フロア面積を縮小し、ダウンフォース量を昨年比10%低減させる。合わせて、リアブレーキダクトの下ウィングレットを120mmから80mmに短くする。ディフューザー・フェンスも50mm短くされる[2]。
- DAS（Dual Axis Steering、二重軸ステアリング）は禁止される。
- レーシング・ポイント RP20のコピー問題を受け、コピーマシンに対する規制が強化される。自社開発が義務付けられるリステッドパーツはもちろん、その他の部品についても研究目的で他チームから実物提供を受けること（リステッドパーツ以外の部品を購入してそのまま取り付けることは違法ではない）や3Dカメラ等を使ったリバースエンジニアリングが禁止される。
- PU開発、特にアップデートに関してはいくつかの制限が実施される[23][24]。今シーズンはアップデートが1回実施可能となっているが、それには条件がある。PUの項目別で言えば、ICE（内燃機関（エンジン））・MGU-H（ 熱エネルギー回生システム）・TC （ターボチャージャー）は2020年最終戦以降から2021年最終戦までの間に1回限りアップデート可能。MGU-K・ES(バッテリー)・CE（電子制御装置）に関しては2020年第2戦以降から2021年最終戦までの間のうち1回だけアップデートすることが可能という仕組みとなっている。そのうち、MGU-K・ES・CEの3項目のアップデート版を2020年シーズン中に投入していた場合、次にアップデートの権利が発生するのは早くても2021年最終戦以降からとなるが、投入していなかった場合、2021年シーズン中に実施することも許可されている[25]。ここで誤解されがちだが、この許可されているアップデートの内容は、新設計も含めたPUの項目を指定期間の間に1回だけ投入することが許可されているという意味である。これはかつてのような「シーズンのPU＠A型」から「シーズンのPU＠B型」（＠の部分に各メーカーの分類上の名義が記載される）というアップデートの行為は事実上禁止されている。ただし、アップデートの投入時期は指定期間内であればPUメーカー側の自由であり、エンジンレイアウトの変更も含めた2020年開幕戦仕様とまったく異なる新型のPUを開発して2021年用のPUとして使用することは禁じられていないうえ、シーズン中も項目別で2021年新仕様と2020年旧仕様が混在することは問題ないため、結果的にシーズン中に旧仕様の項目を新仕様へアップデートする選択も可能である[26]。そのため、2021年もPUの設計に関して一種のホモロゲーション的な規定が存在する。以上のことから、今季もPUの開発作業に制限が導入されるものの、サマーブレイク期間を除き、その開発作業が禁じられたわけではなく、シーズン中も来季用も含めたPUの開発作業自体は認められている[27]。

### 競技規定
- 予算上限の設定導入

各チームに対する予算制限規定を施行する。上限は1億4500万ドル（日本円で約149億8000万円）に定められる。ただし、この「予算」には、マーケティング費用、ドライバーの給与、チーム内で最も多くの収入を得ている上位3名の給与、従業員の出産や病気休暇、チームスタッフの医療費、退職金などは含まれない。さらに、ファクトリーの機械購入などの設備投資に関連するものであれば4500万ドルの追加支出が認められている（2024年までの特例規定）。予算上限は2022年には1億4000万ドル、2023年には1億3500万ドルと段階的に引き下げられる予定。なお、PU製造者についてはこの規定を適用しない。
- 空力テスト回数制限

予算制限に関連し、空力テスト回数を制限する規定が導入される。今季（2021年）の空力テストは前年度（2020年）のコンストラクターズ選手権順位に応じて制限される。具体的には、風洞および数値流体力学（CFD）システムの利用に対してハンデキャップが設けられ、前年のコンストラクターズランキング5位のチームを基準として、順位が1つ上下するごとに2.5%ずつテスト回数やシステム稼働時間の上限が増減する（つまり、ランキング1位のチームは基準値の90%、同10位のチームは112.5%となる）。なおこの制限は6月30日時点でのランキングを元に見直され、シーズン後半については見直し後の制限値が適用される。
- プレシーズンテスト日程の短縮

プレシーズンテストに関しては、日程が昨年の6日間から3日間に短縮される。テストの開催地は当初はバルセロナ（カタロニア・サーキット）の予定であったが、今季は新型コロナウイルスの影響によるスケジュール変更に合わせ、バーレーン（バーレーン・インターナショナル・サーキット）に変更することが決定した。また、前年からピットを仕切り板で目隠しすることが原則禁止となっているが、作業内容によっては例外的な扱いで使用が認められている。
- タイヤ配分

2019年まではグランプリでの各ドライバーのタイヤセットの配分を選択できたが、2020年は新型コロナウイルス感染拡大に伴うカレンダー変更に対応するためとして、各ドライバーのタイヤ選択制は廃止され、全員に同じ内訳で支給された。その方針は今年度も継続され、原則として1台毎にハード2セット、ミディアム3セット、ソフト8セット支給で統一される。
- フリー走行タイムスケジュール

金曜日フリー走行（FP1、FP2）を各90分から各60分に短縮する。
- 決勝タイムスケジュール

2018年からレース前の雰囲気をより放送しやすくするためとして、各レースの開始時間が正時10分後のスタートとなっていたが、今年度から2017年までの正時のスタートへ変更された。
- 「スプリント予選」の導入

2021年のグランプリのうち、イギリスGP、イタリアGP、サンパウロGPでは、これまでの「予選（Q1-Q3）」とは異なるフォーマットの予選形式となる「スプリント予選」を実施。「スプリント予選」はレース形式で行われ、その総距離は本来のレース距離の約1/3である「100kmを超える最も少ない周回数」（または1時間経過後の次の周回まで）である。「スプリント予選」での順位が決勝レースのグリッドを決める予選成績とされ「スプリント予選」の1位がポールポジションとなる。「スプリント予選」上位3人には選手権ポイントが、1位から順に3点、2点、1点それぞれ与えられる。「スプリント予選」が実施されるGPでは、3日間のうち1日目と2日目のスケジュールが通常のGPから変更され、1日目の金曜は午前にフリー走行（FP1、60分間）、午後に従来の形式での「予選（Q1-Q3）」を行い「スプリント予選」のグリッドを決める。2日目の土曜には午前にフリー走行（FP2、60分間）を実施した後、午後に「スプリント予選」が行われる。
- 最大レース時間の短縮

赤旗による中断を含めた最大レース時間が4時間から3時間に短縮される。

## 参戦チーム・ドライバー

### エントリーリスト
- 前年度チャンピオンのルイス・ハミルトンはカーナンバー「44」を継続して使用するため、7年連続でカーナンバー「1」が不在のシーズンとなる。

| エントラント | コンストラクター              | シャシー             | パワーユニット               | タイヤ | カーナンバー／ドライバー | カーナンバー／ドライバー     | 出走記録    | [R] : リザーブドライバー [T] : テストドライバー [D] : 開発ドライバー                          | [R] : リザーブドライバー [T] : テストドライバー [D] : 開発ドライバー |
| --- | ----------------------------- | -------------------- | ---------------------------- | ------ | ------------------------ | ---------------------------- | ----------- | --------------------------------------------------------------------------------------------- | -------------------------------------------------------------------- |
| メルセデスAMG・ペトロナス・フォーミュラワン・チーム | メルセデス                    | F1 W12 E Performance | メルセデス M12 E Performance | P      | 44                       | ルイス・ハミルトン           | 全戦        | ストフェル・バンドーン[R] ニック・デ・フリース[R] ニコ・ヒュルケンベルグ[R]                   |                                                                      |
| メルセデスAMG・ペトロナス・フォーミュラワン・チーム | メルセデス                    | F1 W12 E Performance | メルセデス M12 E Performance | P      | 77                       | バルテリ・ボッタス           | 全戦        | ストフェル・バンドーン[R] ニック・デ・フリース[R] ニコ・ヒュルケンベルグ[R]                   |                                                                      |
| レッドブル・レーシング・ホンダ | レッドブル-ホンダ             | RB16B                | ホンダ RA621H                | P      | 33                       | マックス・フェルスタッペン   | 全戦        | アレクサンダー・アルボン[R][T][D] セバスチャン・ブエミ[R][T]                                  |                                                                      |
| レッドブル・レーシング・ホンダ | レッドブル-ホンダ             | RB16B                | ホンダ RA621H                | P      | 11                       | セルジオ・ペレス             | 全戦        | アレクサンダー・アルボン[R][T][D] セバスチャン・ブエミ[R][T]                                  |                                                                      |
| マクラーレンF1チーム | マクラーレン-メルセデス       | MCL35M               | メルセデス M12 E Performance | P      | 3                        | ダニエル・リカルド           | 全戦        | ポール・ディ・レスタ[R] ウィル・スティーブンス[T][D] オリバー・ターベイ[T][D]                 |                                                                      |
| マクラーレンF1チーム | マクラーレン-メルセデス       | MCL35M               | メルセデス M12 E Performance | P      | 4                        | ランド・ノリス               | 全戦        | ポール・ディ・レスタ[R] ウィル・スティーブンス[T][D] オリバー・ターベイ[T][D]                 |                                                                      |
| アストンマーティン・コグニザント・フォーミュラワン・チーム | アストンマーティン-メルセデス | AMR21                | メルセデス M12 E Performance | P      | 18                       | ランス・ストロール           | 全戦        | ニコ・ヒュルケンベルグ[R][T][D]                                                               |                                                                      |
| アストンマーティン・コグニザント・フォーミュラワン・チーム | アストンマーティン-メルセデス | AMR21                | メルセデス M12 E Performance | P      | 5                        | セバスチャン・ベッテル       | 全戦        | ニコ・ヒュルケンベルグ[R][T][D]                                                               |                                                                      |
| アルピーヌF1チーム | アルピーヌ-ルノー             | A521                 | ルノー E-Tech 20B            | P      | 14                       | フェルナンド・アロンソ       | 全戦        | ダニール・クビアト[R][D] 周冠宇[T]                                                            |                                                                      |
| アルピーヌF1チーム | アルピーヌ-ルノー             | A521                 | ルノー E-Tech 20B            | P      | 31                       | エステバン・オコン           | 全戦        | ダニール・クビアト[R][D] 周冠宇[T]                                                            |                                                                      |
| スクーデリア・フェラーリ（Round.7-14,16） スクーデリア・ミッション・ウィノウ・フェラーリ（Round.1） スクーデリア・フェラーリ・ミッション・ウィノウ（Round.2-6,15,17-22） | フェラーリ                    | SF21                 | フェラーリ 065/6             | P      | 16                       | シャルル・ルクレール         | 全戦        | アントニオ・ジョヴィナッツィ[R] カラム・アイロット[T] アントニオ・フォコ[D] ダビデ・リゴン[D] |                                                                      |
| スクーデリア・フェラーリ（Round.7-14,16） スクーデリア・ミッション・ウィノウ・フェラーリ（Round.1） スクーデリア・フェラーリ・ミッション・ウィノウ（Round.2-6,15,17-22） | フェラーリ                    | SF21                 | フェラーリ 065/6             | P      | 55                       | カルロス・サインツ           | 全戦        | アントニオ・ジョヴィナッツィ[R] カラム・アイロット[T] アントニオ・フォコ[D] ダビデ・リゴン[D] |                                                                      |
| スクーデリア・アルファタウリ・ホンダ | アルファタウリ-ホンダ         | AT02                 | ホンダ RA621H                | P      | 22                       | 角田裕毅                     | 全戦        | アレクサンダー・アルボン[R]                                                                   |                                                                      |
| スクーデリア・アルファタウリ・ホンダ | アルファタウリ-ホンダ         | AT02                 | ホンダ RA621H                | P      | 10                       | ピエール・ガスリー           | 全戦        | アレクサンダー・アルボン[R]                                                                   |                                                                      |
| アルファロメオ・レーシング・オーレン | アルファロメオ-フェラーリ     | C41                  | フェラーリ 065/6             | P      | 7                        | キミ・ライコネン             | 1-12, 15-22 | ロバート・クビサ[R][T][D] カラム・アイロット[R] タチアナ・カルデロン[T][D]                    |                                                                      |
| アルファロメオ・レーシング・オーレン | アルファロメオ-フェラーリ     | C41                  | フェラーリ 065/6             | P      | 88                       | ロバート・クビサ             | 13-14       | ロバート・クビサ[R][T][D] カラム・アイロット[R] タチアナ・カルデロン[T][D]                    |                                                                      |
| アルファロメオ・レーシング・オーレン | アルファロメオ-フェラーリ     | C41                  | フェラーリ 065/6             | P      | 99                       | アントニオ・ジョヴィナッツィ | 全戦        | ロバート・クビサ[R][T][D] カラム・アイロット[R] タチアナ・カルデロン[T][D]                    |                                                                      |
| ウラルカリ・ハースF1チーム | ハース-フェラーリ             | VF-21                | フェラーリ 065/6             | P      | 9                        | ニキータ・マゼピン           | 全戦        | ピエトロ・フィッティパルディ[R][T]                                                            |                                                                      |
| ウラルカリ・ハースF1チーム | ハース-フェラーリ             | VF-21                | フェラーリ 065/6             | P      | 47                       | ミック・シューマッハ         | 全戦        | ピエトロ・フィッティパルディ[R][T]                                                            |                                                                      |
| ウィリアムズ・レーシング | ウィリアムズ-メルセデス       | FW43B                | メルセデス M12 E Performance | P      | 63                       | ジョージ・ラッセル           | 全戦        | ジャック・エイトケン[R] ロイ・ニッサニー[T] ジェイミー・チャドウィック[D]                     |                                                                      |
| ウィリアムズ・レーシング | ウィリアムズ-メルセデス       | FW43B                | メルセデス M12 E Performance | P      | 6                        | ニコラス・ラティフィ         | 全戦        | ジャック・エイトケン[R] ロイ・ニッサニー[T] ジェイミー・チャドウィック[D]                     |                                                                      |

### チーム名・ドライバーの変更
- レッドブルは約2年間正ドライバーとして起用していた、アレクサンダー・アルボンをリザーブドライバー兼テストドライバーに降格させ、代わってレーシング・ポイントから放出されたセルジオ・ペレスを起用[7]。レッドブル育成外でのドライバー起用は、2007年から2013年にかけて在籍していたマーク・ウェバー以来となる。
- マクラーレンはランド・ノリスが残留し、ルノー（現アルピーヌ）よりダニエル・リカルドが移籍[9]。偶然にもカーナンバーが「3」「4」と並ぶラインナップとなる。
- 「BWT・レーシング・ポイントF1チーム」は「アストンマーティン・コグニザント・F1チーム」へ名称を変更して参戦する[52]。これによりアストンマーティンがコンストラクターとして参戦する事となるが、組織の買収や譲渡は無く、レーシング・ポイントがチーム名を変更して参戦する形となる。また、エントリー名については2020年12月12日時点[20]では「アストンマーティン・BWT・F1チーム」で登録されていたが、同月の22日に「アストンマーティンF1チーム」に変更[53]され、2021年1月7日付けでアメリカのIT企業であるコグニザントとの新たなタイトルスポンサー契約の発表[54]に伴い現在の名称となった。ドライバーラインナップは、ランス・ストロールが残留。一方でペレスは残りの契約期間が破棄される形で放出されレッドブルへ移籍。代わってフェラーリから離脱したセバスチャン・ベッテル[10]が起用された。
- 前年まで参戦していた「ルノー・DPワールド・F1チーム」はチーム運営はルノーF1の面々が続投するものの、コンストラクター名を「アルピーヌF1チーム」へ変更[58]。ただし、今季に関してはパワーユニット名にルノーの名称が残り、ルノー傘下に属するアルピーヌのブランドへの名義変更という要素が強いものの、コンストラクターとしてのルノーF1の活動は2020年を以て終了する。また、今季以降のF1に関する記録は基本的にはアルピーヌとして扱われることとなる。ドライバーは、エステバン・オコンが残留[61]し、2018年にF1参戦休止を表明していたフェルナンド・アロンソが、マクラーレンに移籍するリカルドに代わって加入。2年ぶりにF1へ復帰する[12]。
- フェラーリにはベッテルに代わり、カルロス・サインツがマクラーレンより移籍する[8]。
- アルファタウリは2020年のフォーミュラ2に参戦していた角田裕毅を起用する[72]。日本人ドライバーのF1参戦は、2014年に小林可夢偉が参戦して以来7年ぶりとなる。それに伴い、前年まで在籍していたダニール・クビアトは放出された。
- ハースは前年まで在籍していたロマン・グロージャンとケビン・マグヌッセンとの契約を延長せず、両名ともチームを離脱[93]。2020年のフォーミュラ2王者となったミック・シューマッハ[87]と、同時期に同シリーズに参戦していたニキータ・マゼピンを起用する[83]。2016年にハースが参戦してから両名ともにドライバーの入れ替えを行うのは初となる。

## 開催地・年間スケジュール
（以下、グランプリの決定・中止を太字で表す）
2020年11月10日に暫定スケジュールが発表され、12月16日にFIAの承認を得た。当初は史上最多となる23戦が開催される予定で、当初予定の3週連続開催がサマーブレイク明けのベルギーグランプリからイタリアグランプリとロシアグランプリから日本グランプリの2回組み込まれていた。この暫定スケジュールでは、第4戦として開催予定であったベトナムグランプリが政治的な問題で開催地から外され、第4戦の予定日程を割り当てたまま保留扱いとされた。
翌2021年の1月12日、新型コロナウイルス感染症の世界的流行により改訂カレンダーが出され、開幕戦の予定であったオーストラリアグランプリが11月に移り、開幕戦はバーレーングランプリとなる事が決定（以下全戦繰り上がり）。また、当初第3戦に予定していた中国グランプリの延期が決定（のちに中止決定）。代わって第2戦としてイモラ・サーキットがカレンダーに加わった（エミリア・ロマーニャグランプリ）。
2月11日、当初ベトナムでの開催を予定していた日程を1週分後ろに動かす形で第3戦にポルトガルグランプリが追加でカレンダーに加わえる方針をFIAが示し、その後正式に追加が決定。
4月28日、カナダにおいて渡航制限の調整ができないことが確定したため、カナダグランプリは中止となり、代わってカナダGPを予定していた日程にトルコグランプリを開催することを一時は決定した。
しかし、トルコGPの代替決定後、トルコ国内の感染が拡大。それを受け、イギリス政府は、渡航を規制する『レッドリスト』に追加。これにより、トルコGPは6月の開催を断念し、中止ではなく無期延期とすることを発表。これを受け、カレンダーの変更が行われ、6月25〜27日に予定されているフランスGPを1週間早めて18〜20日に開催し、6月25〜27日にはオーストリアでの2レース目となる『シュタイアーマルクGP』を行うことを決定。7月2〜4日には当初の予定通りオーストリアGPを開催するため、フランスGP、シュタイアーマルクGP、オーストリアGPという3連戦の日程が組まれた。
6月4日、シンガポール国内での新型コロナウイルスの感染拡大の影響により、シンガポールグランプリの開催中止を発表。その後FIAは、シンガポールGPの開催予定日となっていた10月1〜3日に、カナダグランプリの代替として一時開催を決定したものの無期延期となっていたトルコグランプリを開催することを発表した。
7月6日、日程を当初の開幕予定から11月へ順延して開催予定となっていた、オーストラリアグランプリの開催中止を発表。
8月18日、モビリティランドは「F1日本GPを開催するために設定された期日までに、F1海外関係者の日本入国が確実な状況に至らなかったため」として、10月8日～10日に鈴鹿サーキットで行われる予定だった日本グランプリの開催中止を発表した。
8月28日、本シーズンの開催ラウンドが、当初予定していた全23戦から全22戦に減少することを発表（この時点での第20戦の開催地は未定）。
9月30日、第20戦(11月19〜21日)としてロサイル・インターナショナル・サーキットでのF1開催（カタールグランプリ）が決定された。カタールでのF1開催は初となる。

### 2020年からの変更点
新型コロナウイルス感染症の世界的流行前に制定された開催スケジュールを基準とする。
- 新たにサウジアラビアグランプリがカレンダーに組み込まれた。首都リヤド近郊のキディアに建設される常設サーキットが完成するまでの間は、ジッダ市街地コースで暫定的に開催される[106]。
- ブラジルグランプリは、主催者の変更に伴い「サンパウログランプリ」と名称が改められる[107]。

| ラウンド | レース名称                                                  | グランプリ             | サーキット                                           | 都市             | 決勝開催日 |
| -------- | ----------------------------------------------------------- | ---------------------- | ---------------------------------------------------- | ---------------- | ---------- |
| 1        | Gulf Air Bahrain Grand Prix                                 | バーレーンGP           | バーレーン・インターナショナル・サーキット           | サヒール         | 3月28日    |
| 2        | Pirelli Gran Premio del Made in Italy E dell'Emilia Romagna | エミリア・ロマーニャGP | イモラ・サーキット                                   | イモラ           | 4月18日    |
| 3        | Heineken Grande Prémio de Portugal                          | ポルトガルGP           | アウトードロモ・インテルナシオナル・ド・アルガルヴェ | ポルティマオ     | 5月2日     |
| 4        | Aramco Gran Premio de España                                | スペインGP             | カタロニア・サーキット                               | ムンマロー       | 5月9日     |
| 5        | Grand Prix de Monaco                                        | モナコGP               | モンテカルロ市街地コース                             | モンテカルロ     | 5月23日    |
| 6        | Azerbaijan Grand Prix                                       | アゼルバイジャンGP     | バクー市街地コース                                   | バクー           | 6月6日     |
| 7        | Emirates Grand Prix de France                               | フランスGP             | ポール・リカール・サーキット                         | ル・カステレ     | 6月20日    |
| 8        | BWT Grosser Preis der Steiermark                            | シュタイアーマルクGP   | レッドブル・リンク                                   | シュピールベルク | 6月27日    |
| 9        | BWT Grosser Preis von Österreich                            | オーストリアGP         | レッドブル・リンク                                   | シュピールベルク | 7月4日     |
| 10       | Pirelli British Grand Prix                                  | イギリスGP             | シルバーストン・サーキット                           | シルバーストン   | 7月18日    |
| 11       | Rolex Magyar Nagydíj                                        | ハンガリーGP           | ハンガロリンク                                       | モジョロード     | 8月1日     |
| 12       | Rolex Belgian Grand Prix                                    | ベルギーGP             | スパ・フランコルシャン                               | スパ             | 8月29日    |
| 13       | Heineken Dutch Grand Prix                                   | オランダGP             | ザントフォールト・サーキット                         | ザントフォールト | 9月5日     |
| 14       | Heineken Gran Premio d'Italia                               | イタリアGP             | モンツァ・サーキット                                 | モンツァ         | 9月12日    |
| 15       | Vtb Russian Grand Prix                                      | ロシアGP               | ソチ・オートドローム                                 | ソチ             | 9月26日    |
| 16       | Rolex Turkish Grand Prix                                    | トルコGP               | イスタンブール・パーク                               | イスタンブール   | 10月10日   |
| 17       | Aramco United States Grand Prix                             | アメリカGP             | サーキット・オブ・ジ・アメリカズ                     | オースティン     | 10月24日   |
| 18       | Gran Premio de La Ciudad de México                          | メキシコシティGP       | エルマノス・ロドリゲス・サーキット                   | メキシコシティ   | 11月7日    |
| 19       | Heineken Grande Prêmio de São Paulo                         | サンパウロGP           | インテルラゴス・サーキット                           | サンパウロ       | 11月14日   |
| 20       | Ooredoo Qatar Grand Prix                                    | カタールGP             | ロサイル・インターナショナル・サーキット             | ルサイル         | 11月21日   |
| 21       | Stc Saudi Arabian Grand Prix                                | サウジアラビアGP       | ジッダ市街地コース                                   | ジッダ           | 12月5日    |
| 22       | Etihad Airways Abu Dhabi Grand Prix                         | アブダビGP             | ヤス・マリーナ・サーキット                           | アブダビ         | 12月12日   |

| レース名称                              | グランプリ       | サーキット                       | 都市           | 当初の決勝開催日 |
| --------------------------------------- | ---------------- | -------------------------------- | -------------- | ---------------- |
| Heineken Grand Prix du Canada           | カナダGP         | ジル・ヴィルヌーヴ・サーキット   | モントリオール | 6月13日          |
| Singapore Airlines Singapore Grand Prix | シンガポールGP   | シンガポール市街地コース         | シンガポール   | 10月3日          |
| Honda Japanese Grand Prix               | 日本GP           | 鈴鹿サーキット                   | 鈴鹿           | 10月10日         |
| Rolex Australian Grand Prix             | オーストラリアGP | アルバート・パーク・サーキット   | メルボルン     | 11月21日         |
| Chinese Grand Prix                      | 中国GP           | 上海インターナショナルサーキット | 上海           | 4月11日          |

## シーズン結果

### レース
| Rd.       | グランプリ             | ポールポジション               | ファステストラップ         | 優勝者                     | コンストラクター        | ドライバー・オブ・ザ・デイ | 詳細 |
| --------- | ---------------------- | ------------------------------ | -------------------------- | -------------------------- | ----------------------- | -------------------------- | ---- |
| 1         | バーレーンGP           | マックス・フェルスタッペン     | バルテリ・ボッタス         | ルイス・ハミルトン         | メルセデス              | セルジオ・ペレス           | 詳細 |
| 2         | エミリア・ロマーニャGP | ルイス・ハミルトン             | ルイス・ハミルトン         | マックス・フェルスタッペン | レッドブル-ホンダ       | ランド・ノリス             | 詳細 |
| 3         | ポルトガルGP           | バルテリ・ボッタス             | バルテリ・ボッタス         | ルイス・ハミルトン         | メルセデス              | セルジオ・ペレス           | 詳細 |
| 4         | スペインGP             | ルイス・ハミルトン             | マックス・フェルスタッペン | ルイス・ハミルトン         | メルセデス              | ルイス・ハミルトン         | 詳細 |
| 5         | モナコGP               | シャルル・ルクレール           | ルイス・ハミルトン         | マックス・フェルスタッペン | レッドブル-ホンダ       | セバスチャン・ベッテル     | 詳細 |
| 6         | アゼルバイジャンGP     | シャルル・ルクレール           | マックス・フェルスタッペン | セルジオ・ペレス           | レッドブル-ホンダ       | セバスチャン・ベッテル     | 詳細 |
| 7         | フランスGP             | マックス・フェルスタッペン     | マックス・フェルスタッペン | マックス・フェルスタッペン | レッドブル-ホンダ       | マックス・フェルスタッペン | 詳細 |
| 8         | シュタイアーマルクGP   | マックス・フェルスタッペン     | ルイス・ハミルトン         | マックス・フェルスタッペン | レッドブル-ホンダ       | シャルル・ルクレール       | 詳細 |
| 9         | オーストリアGP         | マックス・フェルスタッペン     | マックス・フェルスタッペン | マックス・フェルスタッペン | レッドブル-ホンダ       | ランド・ノリス             | 詳細 |
| 10 Sprint | イギリスGP             | ( ルイス・ハミルトン )         | ルイス・ハミルトン         | マックス・フェルスタッペン | レッドブル-ホンダ       | シャルル・ルクレール       | 詳細 |
| 10 Race   | イギリスGP             | マックス・フェルスタッペン     | セルジオ・ペレス           | ルイス・ハミルトン         | メルセデス              | シャルル・ルクレール       | 詳細 |
| 11        | ハンガリーGP           | ルイス・ハミルトン             | ピエール・ガスリー         | エステバン・オコン         | アルピーヌ-ルノー       | フェルナンド・アロンソ     | 詳細 |
| 12        | ベルギーGP             | マックス・フェルスタッペン     | (該当者なし)               | マックス・フェルスタッペン | レッドブル-ホンダ       | (該当者なし)               | 詳細 |
| 13        | オランダGP             | マックス・フェルスタッペン     | ルイス・ハミルトン         | マックス・フェルスタッペン | レッドブル-ホンダ       | セルジオ・ペレス           | 詳細 |
| 14 Sprint | イタリアGP             | ( バルテリ・ボッタス )         | マックス・フェルスタッペン | バルテリ・ボッタス         | メルセデス              | ダニエル・リカルド         | 詳細 |
| 14 Race   | イタリアGP             | マックス・フェルスタッペン     | ダニエル・リカルド         | ダニエル・リカルド         | マクラーレン-メルセデス | ダニエル・リカルド         | 詳細 |
| 15        | ロシアGP               | ランド・ノリス                 | ランド・ノリス             | ルイス・ハミルトン         | メルセデス              | ランド・ノリス             | 詳細 |
| 16        | トルコGP               | バルテリ・ボッタス             | バルテリ・ボッタス         | バルテリ・ボッタス         | メルセデス              | カルロス・サインツ         | 詳細 |
| 17        | アメリカGP             | マックス・フェルスタッペン     | ルイス・ハミルトン         | マックス・フェルスタッペン | レッドブル-ホンダ       | マックス・フェルスタッペン | 詳細 |
| 18        | メキシコシティGP       | バルテリ・ボッタス             | バルテリ・ボッタス         | マックス・フェルスタッペン | レッドブル-ホンダ       | セルジオ・ペレス           | 詳細 |
| 19 Sprint | サンパウロGP           | ( マックス・フェルスタッペン ) | マックス・フェルスタッペン | バルテリ・ボッタス         | メルセデス              | ルイス・ハミルトン         | 詳細 |
| 19 Race   | サンパウロGP           | バルテリ・ボッタス             | セルジオ・ペレス           | ルイス・ハミルトン         | メルセデス              | ルイス・ハミルトン         | 詳細 |
| 20        | カタールGP             | ルイス・ハミルトン             | マックス・フェルスタッペン | ルイス・ハミルトン         | メルセデス              | フェルナンド・アロンソ     | 詳細 |
| 21        | サウジアラビアGP       | ルイス・ハミルトン             | ルイス・ハミルトン         | ルイス・ハミルトン         | メルセデス              | マックス・フェルスタッペン | 詳細 |
| 22        | アブダビGP             | マックス・フェルスタッペン     | マックス・フェルスタッペン | マックス・フェルスタッペン | レッドブル-ホンダ       | キミ・ライコネン           | 詳細 |

- 第10戦、第14戦、第19戦の上段は「スプリント予選」の結果。

「スプリント予選」実施GPにおいては、
- 予選1位は「スプリント予選」の1番グリッドからスタートするが、予選1位には「ポールポジション」は記録されない。
- 「ポールポジション」は、決勝レースの1番グリッドからスタートする「スプリント予選」1位に記録される。

### ドライバーズ・ワールド・チャンピオンシップ（選手部門）
- 上位10台には以下のポイントが加算される。

| 順位       | 1位 | 2位 | 3位 | 4位 | 5位 | 6位 | 7位 | 8位 | 9位 | 10位 | FL |
| ポイント   | 25  | 18  | 15  | 12  | 10  | 8   | 6   | 4   | 2   | 1    | 1  |
| SRポイント | 3   | 2   | 1   |     |     |     |     |     |     |      |    |

- 太字はポールポジション、斜字はファステストラップ。

（略号と色の意味はこちらを参照）
| 順位 | ドライバー                   | BHR | EMI | POR | ESP | MON | AZE | FRA | STY | AUT | GBR | GBR | HUN | BEL | NED | ITA | ITA | RUS | TUR | USA | MXC | SÃO | SÃO | QAT | SAU | ABU | ポイント |
| ---- | ---------------------------- | --- | --- | --- | --- | --- | --- | --- | --- | --- | --- | --- | --- | --- | --- | --- | --- | --- | --- | --- | --- | --- | --- | --- | --- | --- | -------- |
| 1    | マックス・フェルスタッペン   | 2   | 1   | 2   | 2   | 1   | 18† | 1   | 1   | 1   | 1   | Ret | 9   | 1   | 1   | 2   | Ret | 2   | 2   | 1   | 1   | 2   | 2   | 2   | 2   | 1   | 395.5    |
| 2    | ルイス・ハミルトン           | 1   | 2   | 1   | 1   | 7   | 15  | 2   | 2   | 4   | 2   | 1   | 2   | 3   | 2   | 5   | Ret | 1   | 5   | 2   | 2   | 5   | 1   | 1   | 1   | 2   | 387.5    |
| 3    | バルテリ・ボッタス           | 3   | Ret | 3   | 3   | Ret | 12  | 4   | 3   | 2   | 3   | 3   | Ret | 12  | 3   | 1   | 3   | 5   | 1   | 6   | 15  | 1   | 3   | Ret | 3   | 6   | 226      |
| 4    | セルジオ・ペレス             | 5   | 11  | 4   | 5   | 4   | 1   | 3   | 4   | 6   | 20† | 16  | Ret | 19  | 8   | 9   | 5   | 9   | 3   | 3   | 3   | 4   | 4   | 4   | Ret | 15† | 190      |
| 5    | カルロス・サインツ           | 8   | 5   | 11  | 7   | 2   | 8   | 11  | 6   | 5   | 11  | 6   | 3   | 10  | 7   | 7   | 6   | 3   | 8   | 7   | 6   | 3   | 6   | 7   | 8   | 3   | 164.5    |
| 6    | ランド・ノリス               | 4   | 3   | 5   | 8   | 3   | 5   | 5   | 5   | 3   | 5   | 4   | Ret | 14  | 10  | 4   | 2   | 7   | 7   | 8   | 10  | 6   | 10  | 9   | 10  | 7   | 160      |
| 7    | シャルル・ルクレール         | 6   | 4   | 6   | 4   | DNS | 4   | 16  | 7   | 8   | 4   | 2   | Ret | 8   | 5   | 6   | 4   | 15  | 4   | 4   | 5   | 7   | 5   | 8   | 7   | 10  | 159      |
| 8    | ダニエル・リカルド           | 7   | 6   | 9   | 6   | 12  | 9   | 6   | 13  | 7   | 6   | 5   | 11  | 4   | 11  | 3   | 1   | 4   | 13  | 5   | 12  | 11  | Ret | 12  | 5   | 12  | 115      |
| 9    | ピエール・ガスリー           | 17† | 7   | 10  | 10  | 6   | 3   | 7   | Ret | 9   | 12  | 11  | 5   | 6   | 4   | Ret | Ret | 13  | 6   | Ret | 4   | 8   | 7   | 11  | 6   | 5   | 110      |
| 10   | フェルナンド・アロンソ       | Ret | 10  | 8   | 17  | 13  | 6   | 8   | 9   | 10  | 7   | 7   | 4   | 11  | 6   | 11  | 8   | 6   | 16  | Ret | 9   | 12  | 9   | 3   | 13  | 8   | 81       |
| 11   | エステバン・オコン           | 13  | 9   | 7   | 9   | 9   | Ret | 14  | 14  | Ret | 10  | 9   | 1   | 7   | 9   | 13  | 10  | 14  | 10  | Ret | 13  | 9   | 8   | 5   | 4   | 9   | 74       |
| 12   | セバスチャン・ベッテル       | 15  | 15† | 13  | 13  | 5   | 2   | 9   | 12  | 17† | 8   | Ret | DSQ | 5   | 13  | 12  | 12  | 12  | 18  | 10  | 7   | 10  | 11  | 10  | Ret | 11  | 43       |
| 13   | ランス・ストロール           | 10  | 8   | 14  | 11  | 8   | Ret | 10  | 8   | 13  | 14  | 8   | Ret | 20  | 12  | 10  | 7   | 11  | 9   | 12  | 14  | 14  | Ret | 6   | 11  | 13  | 34       |
| 14   | 角田裕毅                     | 9   | 12  | 15  | Ret | 16  | 7   | 13  | 10  | 12  | 16  | 10  | 6   | 15  | Ret | 16  | DNS | 17  | 14  | 9   | Ret | 15  | 15  | 13  | 14  | 4   | 32       |
| 15   | ジョージ・ラッセル           | 14  | Ret | 16  | 14  | 14  | 17† | 12  | Ret | 11  | 9   | 12  | 8   | 2   | 17† | 15  | 9   | 10  | 15  | 14  | 16  | 17  | 13  | 17  | Ret | Ret | 16       |
| 16   | キミ・ライコネン             | 11  | 13  | Ret | 12  | 11  | 10  | 17  | 11  | 15  | 13  | 15  | 10  | 18  | WD  |     |     | 8   | 12  | 13  | 8   | 18  | 12  | 14  | 15  | Ret | 10       |
| 17   | ニコラス・ラティフィ         | 18† | Ret | 18  | 16  | 15  | 16  | 18  | 17  | 16  | 17  | 14  | 7   | 9   | 16  | 14  | 11  | 19† | 17  | 15  | 17  | 16  | 16  | Ret | 12  | Ret | 7        |
| 18   | アントニオ・ジョヴィナッツィ | 12  | 14  | 12  | 15  | 10  | 11  | 15  | 15  | 14  | 15  | 13  | 13  | 13  | 14  | 8   | 13  | 16  | 11  | 11  | 11  | 13  | 14  | 15  | 9   | Ret | 3        |
| 19   | ミック・シューマッハ         | 16  | 16  | 17  | 18  | 18  | 13  | 19  | 16  | 18  | 18  | 18  | 12  | 16  | 18  | 19  | 15  | Ret | 19  | 16  | Ret | 19  | 18  | 16  | Ret | 14  | 0        |
| 20   | ロバート・クビサ             |     |     |     |     |     |     |     |     |     |     |     |     |     | 15  | 18  | 14  |     |     |     |     |     |     |     |     |     | 0        |
| 21   | ニキータ・マゼピン           | Ret | 17  | 19  | 19  | 17  | 14  | 20  | 18  | 19  | 19  | 17  | Ret | 17  | Ret | 17  | Ret | 18  | 20  | 17  | 18  | 20  | 17  | 18  | Ret | WD  | 0        |
| 順位 | ドライバー                   | BHR | EMI | POR | ESP | MON | AZE | FRA | STY | AUT | GBR | GBR | HUN | BEL | NED | ITA | ITA | RUS | TUR | USA | MXC | SÃO | SÃO | QAT | SAU | ABU | ポイント |

- ベルギーGPは44周で行われる予定だったが、豪雨のために4/39周目で中止となったため、ハーフポイントレースとなった。

### コンストラクターズ・ワールド・チャンピオンシップ（製造者部門）
- ポイントシステムおよび以下の書式はドライバー部門と同一である。

| 順位 | コンストラクター              | 車番 | BHR | EMI | POR | ESP | MON | AZE | FRA | STY | AUT | GBR | GBR | HUN | BEL | NED | ITA | ITA | RUS | TUR | USA | MXC | SÃO | SÃO | QAT | SAU | ABU | ポイント |
| ---- | ----------------------------- | ---- | --- | --- | --- | --- | --- | --- | --- | --- | --- | --- | --- | --- | --- | --- | --- | --- | --- | --- | --- | --- | --- | --- | --- | --- | --- | -------- |
| 1    | メルセデス                    | 44   | 1   | 2   | 1   | 1   | 7   | 15  | 2   | 2   | 4   | 2   | 1   | 2   | 3   | 2   | 5   | Ret | 1   | 5   | 2   | 2   | 5   | 1   | 1   | 1   | 2   | 613.5    |
| 1    | メルセデス                    | 77   | 3   | Ret | 3   | 3   | Ret | 12  | 4   | 3   | 2   | 3   | 3   | Ret | 12  | 3   | 1   | 3   | 5   | 1   | 6   | 15  | 1   | 3   | Ret | 3   | 6   | 613.5    |
| 2    | レッドブル-ホンダ             | 33   | 2   | 1   | 2   | 2   | 1   | 18† | 1   | 1   | 1   | 1   | Ret | 9   | 1   | 1   | 2   | Ret | 2   | 2   | 1   | 1   | 2   | 2   | 2   | 2   | 1   | 585.5    |
| 2    | レッドブル-ホンダ             | 11   | 5   | 11  | 4   | 5   | 4   | 1   | 3   | 4   | 6   | 20† | 16  | Ret | 19  | 8   | 9   | 5   | 9   | 3   | 3   | 3   | 4   | 4   | 4   | Ret | 15† | 585.5    |
| 3    | フェラーリ                    | 16   | 6   | 4   | 6   | 4   | DNS | 4   | 16  | 7   | 8   | 4   | 2   | Ret | 8   | 5   | 6   | 4   | 15  | 4   | 4   | 5   | 7   | 5   | 7   | 7   | 10  | 323.5    |
| 3    | フェラーリ                    | 55   | 8   | 5   | 11  | 7   | 2   | 8   | 11  | 6   | 5   | 11  | 6   | 3   | 10  | 7   | 7   | 6   | 3   | 8   | 7   | 6   | 3   | 6   | 8   | 8   | 3   | 323.5    |
| 4    | マクラーレン-メルセデス       | 3    | 7   | 6   | 9   | 6   | 12  | 9   | 6   | 13  | 7   | 6   | 5   | 11  | 4   | 11  | 3   | 1   | 4   | 13  | 5   | 12  | 11  | Ret | 12  | 5   | 12  | 275      |
| 4    | マクラーレン-メルセデス       | 4    | 4   | 3   | 5   | 8   | 3   | 5   | 5   | 5   | 3   | 5   | 4   | Ret | 14  | 10  | 4   | 2   | 7   | 7   | 8   | 10  | 6   | 10  | 9   | 10  | 7   | 275      |
| 5    | アルピーヌ-ルノー             | 14   | Ret | 10  | 8   | 17  | 13  | 6   | 8   | 9   | 10  | 7   | 7   | 4   | 11  | 6   | 11  | 8   | 6   | 16  | Ret | 9   | 12  | 9   | 3   | 13  | 8   | 155      |
| 5    | アルピーヌ-ルノー             | 31   | 13  | 9   | 7   | 9   | 9   | Ret | 14  | 14  | Ret | 10  | 9   | 1   | 7   | 9   | 13  | 10  | 14  | 10  | Ret | 13  | 9   | 8   | 5   | 4   | 9   | 155      |
| 6    | アルファタウリ-ホンダ         | 22   | 9   | 12  | 15  | Ret | 16  | 7   | 13  | 10  | 12  | 16  | 10  | 6   | 15  | Ret | 16  | DNS | 17  | 14  | 9   | Ret | 15  | 15  | 13  | 14  | 4   | 142      |
| 6    | アルファタウリ-ホンダ         | 10   | 17† | 7   | 10  | 10  | 6   | 3   | 7   | Ret | 9   | 12  | 11  | 5   | 6   | 4   | Ret | Ret | 13  | 6   | Ret | 4   | 8   | 7   | 11  | 6   | 5   | 142      |
| 7    | アストンマーティン-メルセデス | 18   | 10  | 8   | 14  | 11  | 8   | Ret | 10  | 8   | 13  | 14  | 8   | Ret | 20  | 12  | 10  | 7   | 11  | 9   | 12  | 14  | 14  | Ret | 6   | 11  | 13  | 77       |
| 7    | アストンマーティン-メルセデス | 5    | 15  | 15† | 13  | 13  | 5   | 2   | 9   | 12  | 17† | 8   | Ret | DSQ | 5   | 13  | 12  | 12  | 12  | 18  | 10  | 7   | 10  | 11  | 10  | Ret | 11  | 77       |
| 8    | ウィリアムズ-メルセデス       | 63   | 14  | Ret | 16  | 14  | 14  | 17† | 12  | Ret | 11  | 9   | 12  | 8   | 2   | 17† | 15  | 9   | 10  | 15  | 14  | 16  | 17  | 13  | 17  | Ret | Ret | 23       |
| 8    | ウィリアムズ-メルセデス       | 6    | 18† | Ret | 18  | 16  | 15  | 16  | 18  | 17  | 16  | 17  | 14  | 7   | 9   | 16  | 14  | 11  | 19† | 17  | 15  | 17  | 16  | 16  | Ret | 12  | Ret | 23       |
| 9    | アルファロメオ-フェラーリ     | 7    | 11  | 13  | Ret | 12  | 11  | 10  | 17  | 11  | 15  | 13  | 15  | 10  | 18  | WD  |     |     | 8   | 12  | 13  | 8   | 18  | 12  | 14  | 15  | Ret | 13       |
| 9    | アルファロメオ-フェラーリ     | 88   |     |     |     |     |     |     |     |     |     |     |     |     |     | 15  | 18  | 14  |     |     |     |     |     |     |     |     |     | 13       |
| 9    | アルファロメオ-フェラーリ     | 99   | 12  | 14  | 12  | 15  | 10  | 11  | 15  | 15  | 14  | 15  | 13  | 13  | 13  | 14  | 8   | 13  | 16  | 11  | 11  | 11  | 13  | 14  | 15  | 9   | Ret | 13       |
| 10   | ハース-フェラーリ             | 9    | Ret | 17  | 19  | 19  | 17  | 14  | 20  | 18  | 19  | 19  | 17  | Ret | 17  | Ret | 17  | Ret | 18  | 20  | 17  | 18  | 20  | 17  | 16  | Ret | WD  | 0        |
| 10   | ハース-フェラーリ             | 47   | 16  | 16  | 17  | 18  | 18  | 13  | 19  | 16  | 18  | 18  | 18  | 12  | 16  | 18  | 19  | 15  | Ret | 19  | 16  | Ret | 19  | 18  | 18  | Ret | 14  | 0        |
| 順位 | コンストラクター              | 車番 | BHR | EMI | POR | ESP | MON | AZE | FRA | STY | AUT | GBR | GBR | HUN | BEL | NED | ITA | ITA | RUS | TUR | USA | MXC | SÃO | SÃO | QAT | SAU | ABU | ポイント |

- ベルギーGPは44周で行われる予定だったが、豪雨のために4/39周目で中止となったため、ハーフポイントレースとなった。

### ペナルティポイント
- ペナルティポイントが12ポイントに達すると1戦出場停止。ポイントは12ヶ月間有効となる[112]。

| ドライバー                   | 前年度 繰越 | BHR | EMI | POR | ESP | MON | AZE | FRA | STY | AUT | GBR | HUN | BEL | NED | ITA | RUS | TUR | USA | MXC | SÃO | QAT | SAU | ABU | 有効 ペナルティ ポイント |
| ---------------------------- | ----------- | --- | --- | --- | --- | --- | --- | --- | --- | --- | --- | --- | --- | --- | --- | --- | --- | --- | --- | --- | --- | --- | --- | ------------------------ |
| 角田裕毅                     |             |     | 1   |     |     |     |     |     | 1   | 1   |     |     |     |     |     |     |     |     |     | 2   |     | 2   |     | 8                        |
| セルジオ・ペレス             | 0(2)        |     | 2   |     |     |     |     |     |     | 2   |     |     |     |     | 1   |     |     |     |     |     |     |     |     | 7                        |
| マックス・フェルスタッペン   |             |     |     |     |     |     |     |     |     |     |     |     |     |     | 2   |     |     |     |     |     | 2   | 1 2 |     | 7                        |
| ニキータ・マゼピン           |             |     |     | 1   | 1   |     |     |     |     | 3   |     |     |     |     | 1   |     |     |     |     |     |     |     |     | 6                        |
| ニコラス・ラティフィ         |             |     |     |     |     |     | 3   |     |     | 3   |     |     |     |     |     |     |     |     |     |     |     |     |     | 6                        |
| セバスチャン・ベッテル       |             | 3 2 |     |     |     |     |     |     |     | 1   |     |     |     |     |     |     |     |     |     |     |     |     |     | 6                        |
| バルテリ・ボッタス           |             |     |     |     |     |     |     |     | 2   |     |     | 2   |     |     |     |     |     |     |     |     | 1   |     |     | 5                        |
| ランス・ストロール           | 0(3)        |     | 1   |     |     |     |     |     |     |     |     | 2   |     |     |     | 2   |     |     |     |     |     |     |     | 5                        |
| ランド・ノリス               | 0(5)        |     |     |     |     |     | 3   |     |     | 2   |     |     |     |     |     |     |     |     |     |     |     |     |     | 5                        |
| ピエール・ガスリー           |             |     |     |     | 1   |     |     |     |     |     |     |     |     |     |     |     | 2   |     |     |     |     |     |     | 3                        |
| アントニオ・ジョヴィナッツィ | 0(3)        |     |     |     |     |     |     |     | 2   |     |     |     |     |     | 1   |     |     |     |     |     |     |     |     | 3                        |
| フェルナンド・アロンソ       |             |     |     |     |     |     |     |     |     |     |     |     |     |     |     |     | 2   |     |     |     |     |     |     | 2                        |
| キミ・ライコネン             | 0(4)        |     |     |     |     |     |     |     |     | 2   |     |     |     |     |     |     |     |     |     |     |     |     |     | 2                        |
| ルイス・ハミルトン           | 0(6)        |     |     |     |     |     |     |     |     |     | 2   |     |     |     |     |     |     |     |     |     |     |     |     | 2                        |
| エステバン・オコン           | 0(1)        |     |     |     |     |     |     |     |     |     |     |     |     |     | 1   |     |     |     |     |     |     |     |     | 1                        |
| ジョージ・ラッセル           | 0(6)        |     |     |     |     |     |     |     |     | 1   |     |     |     |     |     |     |     |     |     |     |     |     |     | 1                        |
| シャルル・ルクレール         | 0(3)        |     |     |     |     |     |     |     |     |     |     |     |     |     |     |     |     |     |     |     |     |     |     | 0                        |
| カルロス・サインツ           | 0(1)        |     |     |     |     |     |     |     |     |     |     |     |     |     |     |     |     |     |     |     |     |     |     | 0                        |
| ダニエル・リカルド           | 0(1)        |     |     |     |     |     |     |     |     |     |     |     |     |     |     |     |     |     |     |     |     |     |     | 0                        |
| ドライバー                   | 前年度 繰越 | BHR | EMI | POR | ESP | MON | AZE | FRA | STY | AUT | GBR | HUN | BEL | NED | ITA | RUS | TUR | USA | MXC | SÃO | QAT | SAU | ABU | 有効 ペナルティ ポイント |

- 前年度繰越の()内の数字は、開幕時点の有効ペナルティポイント。

## カーナンバー
過去に使用されたことがあり、2021年から使用可能になるカーナンバーは、「2」（ストフェル・バンドーン）、「9」（マーカス・エリクソン）、「28」（ブレンドン・ハートレイ）、「35」（セルゲイ・シロトキン）の4つ。このうち「9」はニキータ・マゼピンが使用する。

## テレビ放送・インターネット配信

### 日本
フジテレビNEXTおよびNEXTsmartは前年に引き続き、全戦全セッションを完全生中継する。DAZNも前年に引き続き、全戦全セッションの生配信を行う。

## ゲーム
2021年F1世界選手権イギリスGPの週末である 2021年7月16日に、2021年のF1シーズンに基づいた下記の公式F1ゲームがMicrosoft Windows，PlayStation 5，PlayStation 4，Xbox Series X / S，Xbox Oneで発売される予定である。上位機種ではレイトレーシングなど最先端のCG技術が投入される予定である。FOM（Formula One Management）との独占契約を結んだコードマスターズが開発し、EAスポーツが発売する。
- F1 2021